# 吳裕 (成化壬辰進士)
吳裕（1443年—1501年），字敬昆，廣東潮州府揭陽縣人，軍籍。明朝官员。進士出身。

## 生平
成化四年（1468年）戊子科廣東鄉試第二十四名。成化八年（1472年）壬辰科會試第二十四名，殿試登進士第二甲第六名，授南京戶部主事，屢陞吏部郎中，遷右通政，官至太仆寺卿，死於任內。

## 家族
曾祖父吳學仕。祖父吳懷古。父亲吳冑，曾任訓導。